# 宮原岩政
宮原 岩政（みやはら いわまさ、1941年または1942年 - 2024年＜令和6年＞2月25日） は、日本の政治家。自由民主党所属。佐賀県議会議員 (7期)、佐賀県議会議長、全国都道府県議会議長会長を歴任。旭日中綬章受章者。

## 来歴
1975年に佐賀県議会議員選挙初当選し、以降7期務めた。1995年5月に自民党佐賀県支部連合会長、1997年に県議会議長、同年7月26日に全国都道府県議会議長会長、1998年に県農業協同組合中央会長。
2003年1月、県知事選挙出馬のため議員辞職。接戦となったが約1万3千票差で古川康に敗れた。以後、地元農協の組合長やパラオ共和国との交流団体会長、久留米大学常務理事を務めた。
2024年2月25日、悪性リンパ腫のため久留米大学病院で死去。82歳没。

## 栄典
- 2012年4月 平成24年春の叙勲で旭日中綬章を受章[5][6]